# ولاية البحر الأحمر
ولاية البحر الأحمر هي ولاية من ولايات السودان في شرق السودان. تعتبر ولاية البحر الأحمر المنفذ البحري الوحيد بساحل طوله 780 كلم ومن ثم يتربط نشاطها مع حركة الصادرات والواردات وحركة النقل جواً وبحراً. أنشئت الولاية في سنة 1994م.

## الموقع
ولاية البحر الأحمر تقع في شمال شرق السودان بين خطي عرض 17-23.2 شمالا خطى طول 33.3 – 38.5. تحد بولاية كسلا، الحدود الأرترية، وساحل البحر الأحمر من الشرق ومن الشمال جمهورية مصر العربية ومن الغرب ولاية نهر النيل. وعاصمة الولاية بورتسودان ومساحتها 212.800 كم².

## السكان
عدد السكان 1,895,104 نسمة. واللغة الرئيسية هي العربية.

## المحليات
- محلية بورتسودان
- محلية سنكات
- محلية طوكر
- محلية حلايب
- محلية سواكن
- محلية عقيق
- محلية القنب والأوليبد
- محلية هيا
- محلية درديب
- محلية جبيت المعادن[6]

### محلية البحر الاحمر
أُنشئت محلية بورتسودان بموجب المادة 87 من دستور ولاية البحر الأحمر لسنة 2005م تعديل 2006م.
محلية بورتسودان من أقدم المحليات بالولاية والتي كانت من قبل تسمى بلدية بورتسودان وتم إنشاؤها بموجب قانون البلديات لعام 1980م.
الوحدات الإدارية بمحلية بورتسودان:-
- 1/ وحدة بورتسودان وسط.
- 2/ وحدة بورتسودان جنوب.
- 3/ وحدة بورتسودان شرق.
- 4/ وحدة سواكن.
- 5/ وحدة ريفي بورتسودان.

تم تعديل محلية بورتسودان بموجب أمر تأسيس رقم (1) لسنة 2006م والذي حدد فيه الحدود الجغرافية لمحلية بورتسودان بعد فصل محليتي سواكن وريفي القنب والأوليب. كما حددت السلطات والاختصاصات وفقاً لقانون الحكم المحلي لسنة 2003م
- الموقع:- تقع محلية بورتسودان بين خطى طول 37,6 – 37,14 درجة وخطي عرض 33 ,19 – 19,44درجة. وحدود محلية بورتسودان من جهة الشرق يحدها البحر الأحمر ومن جهة الشمال محلية القنب والأوليب عند بداية فلامنجو وغرباً شمال الزرائب الجديدة، الطريق الدائري الجديد وجنوباً تحدها محلية سواكن عند منطقة همبوكيب.

تتعبر محلية بورتسودان من أهم المحليات في ولاية البحر الأحمر ذات الثقل السكاني وتقع فيها بورتسودان عاصمة الولاية وكبرى الموانئ السودانية وتتركز فيها الوزارات ودواوين الحكومة والمصالح ومن أهم المعالم الرئيسية بمحلية بورتسودان ميناء بورتسودان الشمالي والجنوبي وميناء الحاويات وصادر البترول بشائر (1) وبشائر (2) والإيثانول وصوامع الغلال وجامعة البحر الأحمر والمدينة الصناعية بالشاحنات والمخزون الإستراتيجي والمحجر الصحي ومصانع تعبئة الإسمنت ومطاحن الدقيق وشركات الملاحة البحرية ومكاتب التخليص الجمركي ورئاسة هيئة الموانئ البحرية ومنطقة الأسواق الحرة.
ومن أهم المدن الرئيسية لمحلية بورتسودان هي مدينة بورتسودان.
- مميزات محلية بورتسودان:-
- 1/ بها ميناء السودان الأول بها نشاط اقتصادي خدمي إلى جانب النشاط البحري والسياحة.
- 2/ ترتبط بالعالم الخارجي عبر الميناء.
- 3/ الطريق الدولي الذي يربط المدينة بجمهورية مصر العربية عن طريق قباتيب.
- المساحة:- تقدر محلية بورتسودان بمساحة 10166 كلم 2 .
- السكان:- يبلغ تعداد محلية بورتسودان 519,000 نسمة.[5]

## المدن الرئيسة
بورتسودان: مدينة ساحلية تقع شمال شرق السودان على الساحل الغربي للبحر الأحمر على ارتفاع مترين (6.6 قدم) فوق سطح البحر، وتبعد عن العاصمة الخرطوم مسافة 675 كيلومتر (419 ميل). وهي الميناء البحري الرئيسي في السودان وحاضرة ولاية البحر الأحمر السودانية يصل تعداد السكان فيها إلى 579,942 نسمة (تقديرات عام 2011 م). وهي واحدة من المدن الكبيرة بالسودان وبمنطقة البحر الأحمر، وتعتبر البوابة الشرقية للسودان.
سواكن، طوكر، سنكات، قرورة، هيا، درديب.
الحرف السائدة: عمال الشحن والتفريغ بالموانئ، الزراعة، الرعي، صيد السمك، التجارة
عدد المدارس بالولاية: 308 مدرسة أساس، 26 مدرسة ثانوية،
14 مدرسة للرحل ومدرسة واحدة للحالات الخاصة.

## حكومة الولاية
- الوالي: علي أحمد حامد
- رئيس المجلس التشريعي: أحمد محمد علي (أحمد همد)
- رئيس الجهاز القضائي: مولانا عبد الرحيم التهامي
- وزير المالية: محمد طه عثمان محمد عبد الله
- وزير التخطيط العمراني: محمد نور
- وزير التربية والتعليم: د. مريم علي اونور
- وزير الثقافة والاعلام والشباب والرياضة: د.أونور اوشام
- وزير الشئون الاجتماعية: د.بابكر بريمة
- وزير الصحة: حاتم الياس دعاك
- وزير الاستثمار والاقتصاد:
- وزير السياحة:
- وزير الحكم المحلي:
- وزير الزراعة:

## التعليم

### الجامعات الحكومية
جامعة البحر الأحمر وعدد كلياتها 9 (جامعة السودان المفتوحة)- عدد كلياتها 5 كليات (علوم إدارية - علوم حاسوب وتقنية معلومات - قانون - لغات - تربية)- في مستوى البكالريوس والدراسات العليا - لها مراكز متشرة في محليات الولاية المختلفة - وتتبع المنحى التكاملي للوسائط المتعددة.

### الجامعات الأهلية
- جامعة بورتسودان الأهلية وعدد كلياتها 4
- كلية الثغر التقنية الجامعية، كلية الأمير عثمان دقنة
- كلية شرق السودان لعلوم الطبية والتكنولوجيا

## منشآتها ومشاريعها
- عدد المستشفيات 17
- أهم المشاريع الزراعية مشروع دلتا طوكر الزراعي
- أهم المحاصيل الزراعية الذرة والدخن.
- أهم الصناعات هي بعض الصناعات التحويلية
- أهمية الولاية اقتصادية أثرية، سياحية، زراعية ورعوية
- كما يعتبر البترول من أهم الصناعات، إضافة إلى تصدير الذهب.
- الثروة الحيوانية 66842 رأس.

## أهمية الولاية
تمثل الولاية بوابة السودان إلى الخارج عبر ميناء بورتسودان. بها منطقة للتجارة الحرة، تعتبر من أهم مناطق التجارة الحرة في أفريقيا، إضافة إلى ميناء بشائر لتصدير البترول وسواكن.

### أهم المدن
- بورتسودان وهي عاصمة الولاية
- سواكن وتمثل جزء من التاريخ السودانى
- أوسيف وجبيت المعادن وهي مناطق غنيه بالمعادن
- أرياب وهي منطقة غنية بالذهب
- جبيت سكة حديد وهي من أهم المناطق العسكرية في السودان
- طوكر وهي المنطقة الزراعية الأفضل في الولاية
- أربعات بها سدود وخزانات المياة الاستراتيجية للولاية

### أهم الجزر
1. جزيرة سنقنيب

## معرض الصور

مدينة الميناء المهجورة في جزيرة سواكن -البحر الأحمر (ولاية)، السودان - 22 نوفمبر 1961.
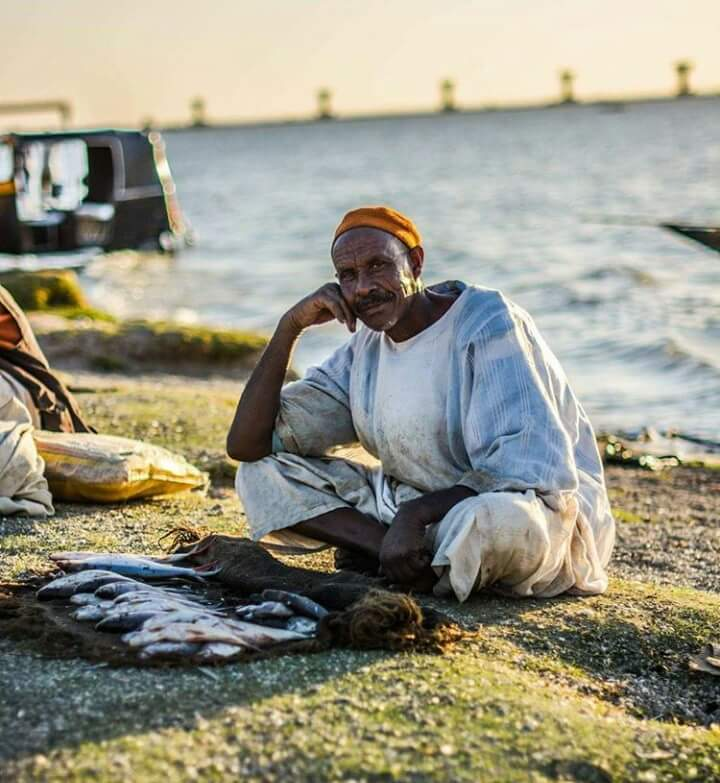
السودان، البحر الأحمر، واحدة من أجمل المناطق السياحية في العالم
البحر الأحمر (ولاية)، السودان - 20 نوفمبر 1961.
سواكن (سواكن)، البحر الأحمر (ولاية)، السودان - 27 نوفمبر 1961.

## وصلات خارجية
- ولاية البحر الأحمر في موقع الحكومة السودانية
- مركز البحر الأحمر للخدمات الصحفية